# チャダ
チャダ（Chadha、本名：サラブジット・シング・チャダ、ローマ字：Sarbjit Singh Chadha、1952年6月17日 - ）は、日本およびインドで活動するインド人演歌歌手。実業家。

## プロフィール

### 歌手デビュー
ニューデリーの士族の家に生まれる。ミカンの栽培技術を学ぶため兄弟等とともに1968年に16歳で訪日し、九州電力農業試験場で学ぶ。福岡県でミカン栽培の研修中、テレビで見た北島三郎の演歌に惚れ込み、九州の放送局が開催したのど自慢大会で優勝。歌手を志すも就労ビザの関係で一度帰国。帰国後は翻訳家をしながら再訪日を模索。たまたま出会った日本人の紹介でへび使い、女性の踊り子2人を連れて再訪日し福井の東尋坊でショーとして出演。そこも辞め再度帰国し翻訳家を再開。その後違う日本の芸能界関係者の紹介で再々訪日、音楽の道を志すようになる。日本テレビのバラエティ番組『金曜10時!うわさのチャンネル!!』への出演で人気を博し、1975年8月に「世界初のインド人演歌歌手」という触れ込みでレコードデビューした。
シーク教徒らしいターバン姿と、北島三郎直伝のその完璧な日本語による歌唱のギャップで、デビュー曲「面影の女」は18万枚を売り上げるヒットとなり、様々な音楽賞の新人賞を受賞した。当時は大橋巨泉事務所（現「オーケープロダクション」）に所属していた。

### 引退、実業家として
その後シングル4枚、LP2枚をリリースするも、歌手としての評価より物珍しさで注目されたことに失望したという。就労ビザの都合もあり一旦芸能界を引退。インドを拠点に貿易会社の社長として日本やアジア各国を中心に活動。自ら設立した貿易会社を年商10億円を超す企業に成長させる。

### 再デビュー
2008年になり、同年「史上初の黒人演歌歌手」の触れ込みでメジャーデビューしたジェロにからめてテレビなどで取り上げられることが増え、同年4月20日に放送されたTBSの情報番組「サンデージャポン」に登場した他、多くのメディアで取り上げられた。
そのジェロの活躍に触発され、再び日本で活動する事を決意。会社を日本人の妻に譲る形で再訪日し、2008年11月19日に「踊るマハチャダ」で再デビュー。2009年4月1日には2ndシングル「愛なんじゃナイ!?」をリリース。同曲は、映画『スラムドッグ$ミリオネア』の“応援CD”にも認定されており、相互にプロモーション協力している。
再デビュー以後は日本文化をインドに紹介する仕事も積極的に行っており、2014年現在では日本とインドの両国で舞台に立つ日々を送っている。2013年末には訪印した皇后美智子（当時）に夕食会で面会した際、「ぜひ続けてください」と声をかけられた。

### 人物
より日本を学ぶため、詩吟、書道、華道を極めたという。
1975年当時のプロフィールでは、好物は茶漬け、お新香、梅干し。特技は「目を開けたまま寝ること」と紹介されている。

## ディスコグラフィー

### シングル
| 発売年月日     | A面              | B面                           | レーベル         | 規格品番   | 備考                                            |
| -------------- | ---------------- | ----------------------------- | ---------------- | ---------- | ----------------------------------------------- |
| 1975年8月25日  | 面影の女         | やもめのジョナサン            | ビクター音楽産業 | SV-2504    | 作詞：山口洋子 、作曲：猪俣公章、編曲：船木謙一 |
| 1976年         | 恋女房           | ゆきずりの女                  | ビクター音楽産業 | SV-2530    |                                                 |
| 1976年         | 流し子守唄       | 北国の女                      | ビクター音楽産業 | SV-6127    |                                                 |
| 1977年         | 石巻ブルース     | 星空のワルツ                  | ビクター音楽産業 | SV-6234    |                                                 |
| 2008年11月19日 | 踊るマハチャダ   | 面影の女（新録音）            | ネスト           | NECP-5003  |                                                 |
| 2009年4月1日   | 愛なんじゃナイ!? | 踊るマハチャダ<EXCITING Ver.> | ネスト           | QACN-10001 |                                                 |

### アルバム
| 発売年月日     | タイトル   | レーベル                   | 規格品番   | 備考 |
| -------------- | ---------- | -------------------------- | ---------- | ---- |
| 1976年4月25日  | 恋女房     | ビクター音楽産業           | SJX-10129  |      |
| 1976年12月20日 | 演歌ごころ | ビクター音楽産業           | SJX-10178  |      |
| 2008年12月17日 | チャダ伝説 | ビクターエンタテインメント | VICL-63202 |      |

## テレビ
- 1億人のラブコール あの人に逢いたい'91（TBS、1991年）本人登場ゲスト
- みんなでニホンGO!（NHK総合、2010年8月5日）
- 花は咲くヒンディー語版 （NHKワールド、2021年）[4]

## ゲームソフト
- さんまの名探偵 - インド人宝石商のチャタというキャラクターのモデルとなっている。